# مطيرة (الحيمة الخارجية)

تعديل مصدري - تعديل

مطيرة هي إحدى قرى عزلة يادع بمديرية الحيمة الخارجية التابعة لمحافظة صنعاء، بلغ تعداد سكانها 208 نسمة حسب تعداد اليمن لعام 2004.